# تشونغ نان شان
تشونغ نانشان (الصينية: 钟南山 ؛ من مواليد 20 أكتوبر 1936) هو عالم أوبئة وأمراض رئة صيني كان رئيسًا للجمعية الطبية الصينية من عام 2005 إلى عام 2009 ويشغل حاليًا منصب مدير معهد غوانزو للأمراض التنفسية ورئيس تحرير مجلة أمراض الصدر.
اشتهر تشونغ نانشان بعد أن كان من أوائل المكتشفين لفيروس كورونا المرتبط بالمتلازمة التنفسية الحادة الوخيمة الشهير اختصارا بفيروس سارس في عام 2003. حيث حصل على شهرة عالمية لتنفيذه الخط الرسمي للعمل الذي قلل من حدة الأزمة وتفشي فيروس السارس. ولمساهماته اختير كأحد أفضل 10 علماء في الصين في عام 2010.
خلال جائحة فيروس كورونا 2019–20، عُين مرة أخرى مستشارًا رائدًا في إدارة الأزمة.

## النشأة والتعليم
وُلد تشونغ في أكتوبر من عام 1936 في نانجينغ بمقاطعة جيانغسو بجمهورية الصين، تلقى تعليمه في مركز العلوم الصحية في جامعة بكين حتى أكمل إقامته في الطب الباطني في مشفى الجامعة.
في الثمانينات، وبين عامي 1979 و1981 أكمل تشونغ تدريبًا إضافيًا في مستشفى سانت بارثولوميو في لندن وكلية طب جامعة إدنبرة، هذه الأخيرة التي تخرج منها بدرجة دكتوراه في الطب عام 1981.

## المشوار المهني
في عام 2000، أصبح تشونغ رئيسًا لجمعية الصدر الصينية. ثم أصبح رئيسًا للجمعية الطبية الصينية في عام 2005. ويشغل حاليًا منصب مدير معهد غوانزو للأمراض التنفسية ورئيس تحرير مجلة أمراض الصدر.
خلال عمله وأبحاثه، اكتشف تشونغ العلاقة بين سوء التغذية الناجم عن نقص البروتين والطاقة وداء الانسداد الرئوي المزمن فقام بتطوير صيغة معايرة على استهلاك الطاقة للمرضى الذين يعانون من مرض الانسداد الرئوي المزمن.
في يناير 2020، أصبح رئيسًا لفريق البحث المعني بحالات جائحة فيروس كورونا 2019–20.

## الحياة الشخصية
كان تشونغ رياضيًا متميزًا في الخمسينيات. حاول فريق المسار والميدان لبلدية بكين تجنيده كلاعب بدوام كامل، لكنه كان مصمما على أن يصبح طبيباً فرفض العروض. من خلال علاقته الرياضية، تعرف على زوجته لاعبة كرة السلة "لي شوفين"، التي كانت عضوًا في منتخب الصين لكرة السلة للسيدات لمدة 13 عامًا. تزوجا في 31 ديسمبر 1963. ورزقا بطفلين هما الطبيب تشونغ ويد والسباحة الصينية تشونغ ويوي.